# Avro Canada
Avro Canada, im vollen Namen A.V. Roe Canada Ltd. war ein kanadischer Flugzeughersteller. Die Gesellschaft entstand im Juli 1945 als 100%ige Tochter des britischen Herstellers Avro, nachdem dieser den kanadischen Flugzeugbauer Victory Aircraft gekauft hatte. Im Laufe der Jahre betätigte sich das Unternehmen in mehreren Sparten. Im Jahre 1962 wurde Avro Canadas britische Muttergesellschaft in die Hawker-Siddeley-Gruppe verschmolzen, so dass Avro als Firma verschwand. Hawker-Siddeley verkaufte daraufhin fast sein gesamtes Kanadageschäft.

## Flugzeugsparte

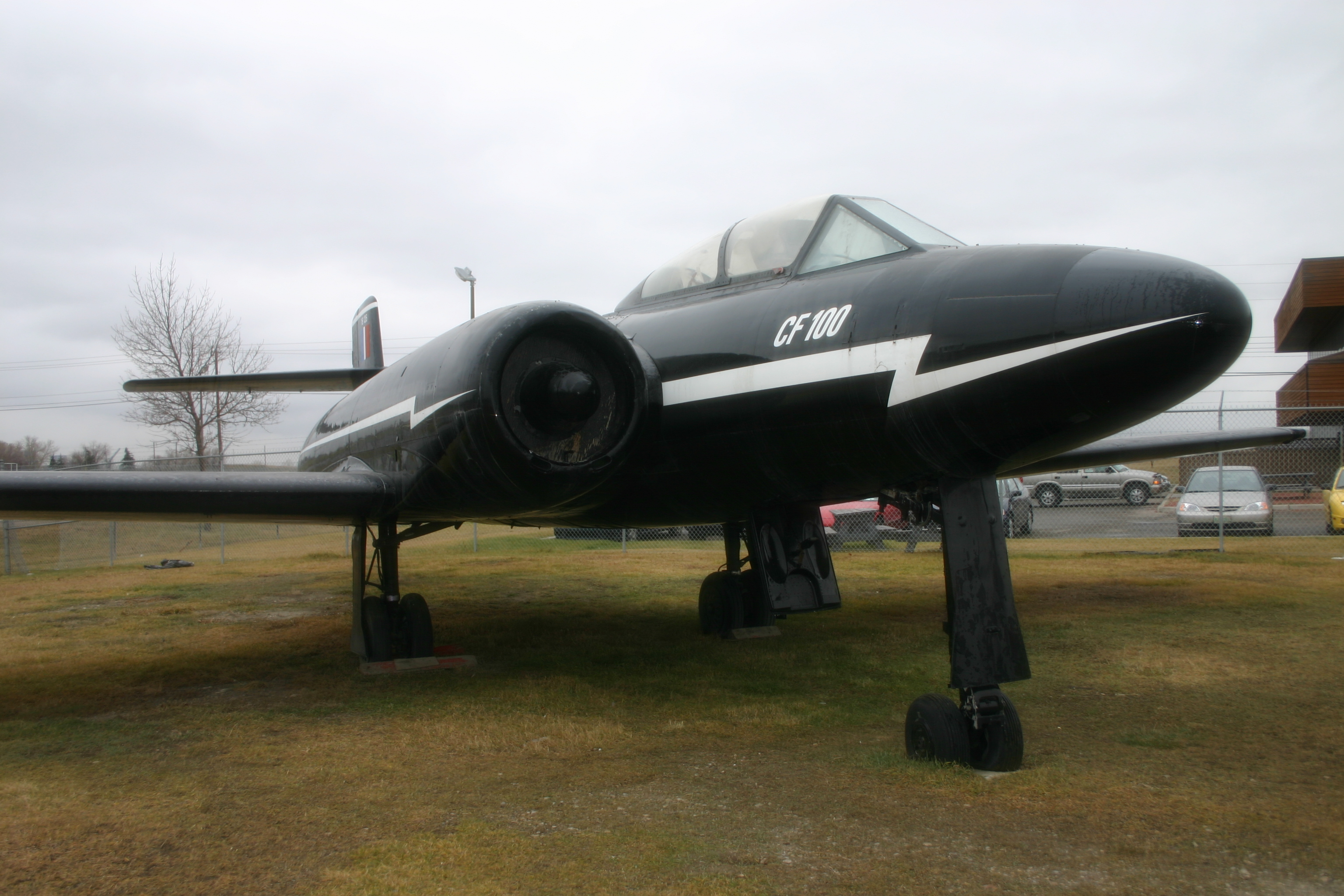
CF-100 Canuck

Diese Sparte (Avro Aircraft) war bei Gründung des Unternehmens Avro Canada dessen einzige. Die Fabriken befanden sich in Malton, einem Ort unweit von Toronto, Ontario.
Nachdem die Kriegsproduktion von Flugzeugen eingestellt worden war, bestand das Hauptgeschäft dieser Sparte nunmehr in Reparatur und Wartung von Flugzeugen. Schnell entschied man sich dafür, neue Flugzeugtypen mit Strahlantrieb zu bauen. Potentielle Abnehmer der Flugzeuge waren die Kanadische Luftwaffe (RCAF) oder die Trans-Canada Airlines (TCA), der Vorläufer der heutigen Air Canada.
Avro Canada begann daher 1946 mit der Entwicklung des Militärflugzeugs Avro Canada CF-100 Canuck, einem allwettertauglichen Abfangjäger. Obschon die Konstruktion des Jägers bereits im folgenden Jahr weitgehend abgeschlossen war, konnte er bis Ende 1948 aufgrund fehlender Produktionseinrichtungen nicht gebaut werden. Der Reifungsprozess des Canuck dauerte danach wiederum bis 1952, dem Jahr seiner Indienststellung bei der RCAF. Ausgemustert wurde der Jäger endgültig im Jahr 1981.
Parallel entwickelte Avro Canada ein strahlgetriebenes Zivilflugzeug, den Avro Canada C-102 Jetliner. Dieses Entwicklungsprojekt musste allerdings zugunsten der Weiterentwicklung des Canuck aufgegeben werden. Im Jahr 1956 wurde der einzige Prototyp des Flugzeugs verschrottet.
Noch vor der offiziellen Indienststellung des Canuck wurde deutlich, dass Bedarf für ein noch leistungsfähigeres Jagdflugzeug bestand. Dies führte zu etlichen Designstudien von Flugzeugmustern mit Delta-Flügeln. Im Mai 1952 wurde schließlich der Avro Canada CF-103 vorgeschlagen. Indes gingen für dieses Flugzeug keine Bestellungen ein, so dass es lediglich beim Bau eines Versuchsmodells blieb.
Im Juli 1953 beauftragte das kanadische Verteidigungsministerium Avro Canada, einen Jäger zu entwickeln, der speziell auf die Bedürfnisse der RCAF zugeschnitten sein sollte. Dieser Auftrag führte zum Avro Canada CF-105 Arrow, welcher konzeptionell auf die Studien für den Avro Canada CF-103 zurückgreifen konnte, gleichwohl aber größer ausfiel. Ein Regierungswechsel führte im Februar 1959 zum abrupten Ende dieses Projektes.
Ab 1958 begann Avro Canada mit der Forschung und Entwicklung für ein weiteres Projekt, das unter der Bezeichnung Avro Canada VZ-9AV Avrocar bekannt wurde. Es handelte sich dabei um ein Flugzeug, welches in seiner Form einer Fliegenden Untertasse ähnlich sah. Die beiden Prototypen des Avrocar konnte allerdings die Erwartungen nicht erfüllen, so dass auch dieses Projekt im Dezember 1961 eingestellt werden musste.

## Triebwerkssparte
Im Mai 1946 erwarb Avro Canada die Firma Turbo Research Ltd., welche ursprünglich mit Tests von Strahltriebwerken der RCAF beschäftigt war. Der Standort dieser Sparte befand sich in Nobel, Ontario. Zu dieser Zeit befanden sich die Triebwerke TR.4 Chinook (erstmals getestet im März 1948) und TR.5 Orenda (erstmals getestet im Februar 1949) in der Entwicklung. Das Triebwerk hatte einen solchen Erfolg, dass man später für diese Sparte den Namen Orenda Engines verwendete. Orenda ist auch heute noch als Marke im Markt.

## Weitere Sparten
Im Rahmen von Diversifizierungen kamen im Laufe der Zeit weitere große Sparten hinzu. Hauptgeschäftsfeld blieb aber weiterhin die Luftfahrt.
- Canadian Steel Improvement (1954). In dieser Sparte wurden Legierungen aller Art entwickelt und produziert.
- Canadian Car and Foundry (1957). Diese Sparte beschäftigte sich nach der Übernahme mit dem Bau von Waggons, Straßenbahnen, Tankwagen und ähnlichem.
- Dominion Steel and Coal Corporation (1957). Diese Sparte betrieb Bergbau.
- Eastern Car Company (1957). Diese Sparte beschäftigte sich nach der Übernahme mit dem Bau von Güterwagen.